# Stijn De Bock
Stijn De Bock (Lokeren, 30 september 1993) is een Belgisch wielrenner,
Hij behaalde een Belgische titel bij de elites zonder contract in 2017 te Stabroek (België). Na enkele seizoenen bij de elites zonder contract en dan voornamelijk het kermisniveau, kreeg De Bock de kans om zich in 2017 te bewijzen op een hoger niveau. Hij deed dit bij de continentale formatie Cibel-Cebon.

## Overwinningen
2017
Grote Prijs Etienne De Wilde (Interclub)
 Belgisch kampioenschap wielrennen voor elite zonder contract
Wingene Koerse (Interclub)
Nieuwkerken-Waas (Interclub)
GP Zele (Profkoers Zele)
2018
Grote Prijs Wase Polders (Profkoers Verrebroek)
2019
GP Dr. Eugeen Roggeman te Stekene

## Ploegen
- 2017 – Cibel-Cebon
- 2018 – Cibel-Cebon
- 2019 – Canyon dhb p/b Bloor
- 2020 – Tarteletto